# Gorazd Štangelj
Gorazd Štangelj [uitspraak: 'ʃtɑŋɡɛljə, en fonetisch: 'sjtang-gelje] (Novo mesto, 27 januari 1973) is een voormalig Sloveens wielrenner. Hij is tegenwoordig actief als teammanager bij Bahrain-Victorious.

## Belangrijkste overwinningen
1994
GP van Kranj
1996
Ronde van Belvedere
1998
5e etappe Ronde van Nedersaksen
GP van Kranj
1999
Eindklassement Commonwealth Bank Classic
2000
Trofeo Melinda
5e etappe Grand Prix du Midi Libre
2e etappe deel B Ronde van Oostenrijk
2001
Ronde van Toscane
2007
1e etappe Ronde van Polen (ploegentijdrit)
2010
 Sloveens kampioen op de weg, Elite

## Resultaten in voornaamste wedstrijden
| Jaar | Ronde van Italië | Ronde van Frankrijk | Ronde van Spanje |
| ---- | ---------------- | ------------------- | ---------------- |
| 1998 |                  |                     |                  |
| 1999 | opgave           |                     |                  |
| 2000 |                  |                     |                  |
| 2001 | 72e              |                     |                  |
| 2002 | opgave           |                     | 74e              |
| 2003 |                  |                     |                  |
| 2004 | 95e              |                     |                  |
| 2005 | 67e              | 87e                 |                  |
| 2006 | 59e              |                     |                  |
| 2007 | 78e              |                     |                  |
| 2008 |                  |                     | 109e             |
| 2009 | 96e              |                     |                  |
| 2010 | 92e              |                     |                  |
| 2011 | 85e              |                     |                  |

| Jaar | Milaan-San Remo | Parijs-Roubaix | Amstel Gold Race | Luik-Bast.‑Luik | Ronde van Lombardije | Parijs-Tours |  | WK op de weg |  | Wereldranglijsten |
| ---- | --------------- | -------------- | ---------------- | --------------- | -------------------- | ------------ |  | ------------ |  | ----------------- |
| 1998 |                 |                |                  |                 |                      |              |  | 28e          |  |                   |
| 1999 |                 |                |                  |                 |                      |              |  | 45e          |  |                   |
| 2000 |                 |                |                  |                 | 9e                   | 5e           |  | 13e          |  |                   |
| 2001 |                 |                |                  | 46e             |                      |              |  | 60e          |  |                   |
| 2002 | 85e             |                |                  | 79e             | 40e                  |              |  | 81e          |  |                   |
| 2003 |                 |                |                  |                 |                      |              |  | 35e          |  |                   |
| 2004 |                 |                |                  | 50e             |                      |              |  |              |  |                   |
| 2005 |                 |                | 57e              | 56e             | 7e                   |              |  | 20e          |  | 111e (UPT)        |
| 2006 | 80e             |                | 35e              | 29e             |                      |              |  | 32e          |  |                   |
| 2007 | 68e             |                |                  |                 | 46e                  |              |  | 60e          |  |                   |
| 2008 |                 |                |                  |                 | 53e                  |              |  | 18e          |  |                   |
| 2009 |                 |                | 48e              |                 | 51e                  |              |  | 48e          |  |                   |
| 2010 |                 |                |                  | 56e             |                      |              |  | 44e          |  |                   |
| 2011 |                 | 44e            |                  |                 |                      |              |  | 45e          |  |                   |